# Nelson Mandela Championship 2013
Het Nelson Mandela Championship 2013 was een golftoernooi dat liep van 11 tot en met 14 december 2013 en werd gespeeld op de Mount Edgecombe Country Club in Durban. Het toernooi maakte deel uit van de Sunshine Tour 2013 en de Europese PGA Tour 2014, het vijfde toernooi van de Europese PGA-seizoen.
Titelverdediger was Scott Jamieson en het prijzengeld van het toernooi bedroeg € 1.000.000.

## Nelson Mandela
Nadat Nelson Mandela op 5 december overleed, was er enige twijfel of het toernooi kon doorgaan. Het ging door maar werd een dag vervroegd. Op zondag 15 december, de dag na het toernooi, was zijn begrafenis.

## Verslag
De par van de baan is 70. Er deden 156 spelers mee.

### Ronde 1

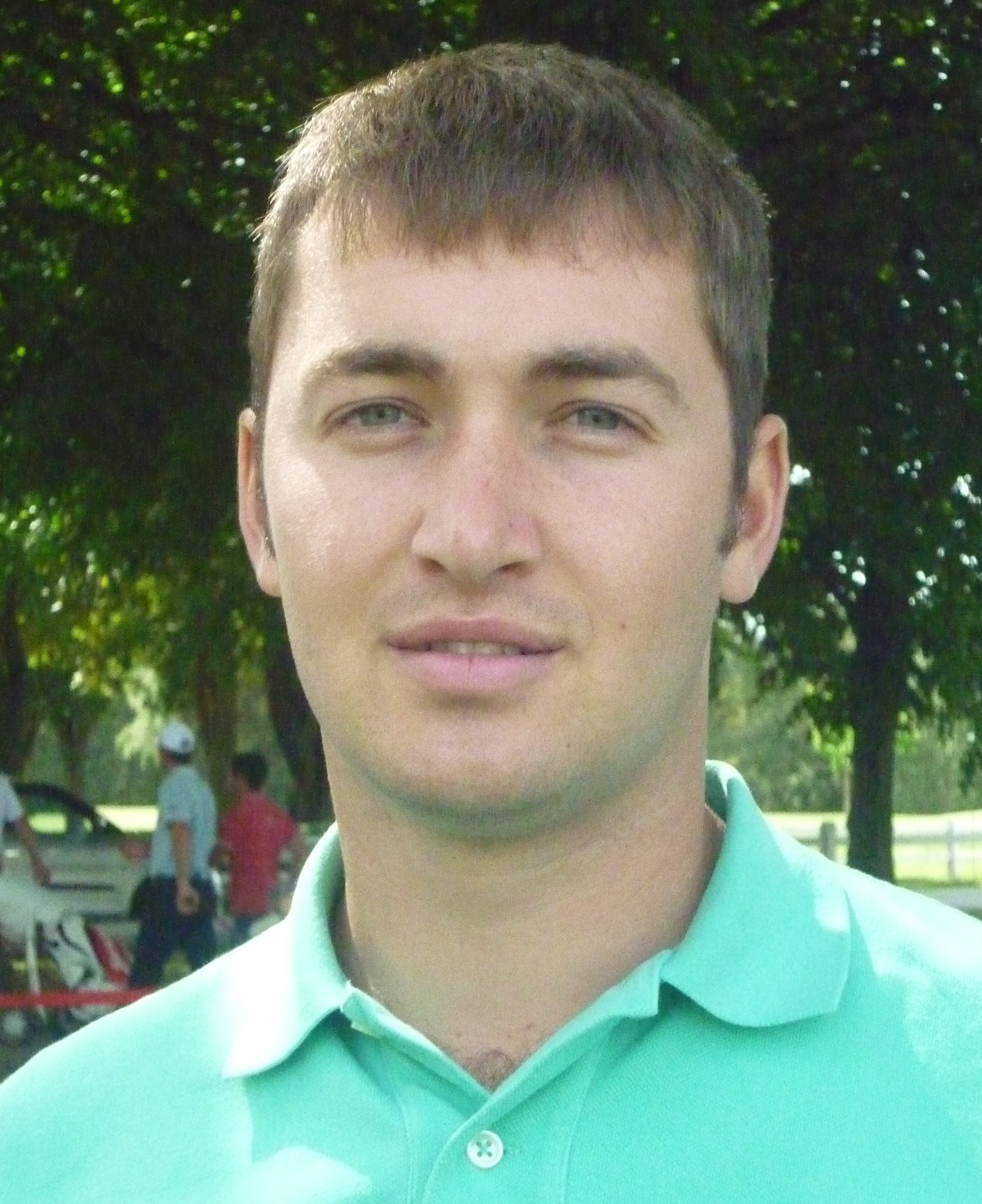
Daniel Brooks, leider ronde 1 en 2

Al tijdens de herdenking van Mandela in Soccer City regende het, het regende ook de hele nacht waarna het begin van dit toernooi woensdag zeven uren werd uitgesteld. De eerste start was om 13:00 uur, de laatste om 20:00 uur.

De eerste die met een goede score binnenkwam, was Adrien Saddier, die enkele weken geleden professional werd. Hij scoorde -4, maar zijn landgenoot François Calmels stond al op -6 met nog vijf holes te gaan. Hij bleef de leider van de ochtendronde. De eerste spelers van de middagronde zijn om 18:00 uur gestart. Het werd al snel te donker om te spelen, ze maakten donderdag hun ronde af. 
Ook donderdag kon er maar 4 uren en 23 muniuten gespeeld worden en kon de eerste ronde nog steeds niet afgemaakt worden wegens wateroverlast. Thomas Pieters kwam binnen met een score van 73 maar 63 spelers moesten vrijdag ronde 1 nog afmaken. Vrijdag werd door de resterende spelers om 09:00 uur gestart; tevens werd besloten het toernooi in te korten tot 54 holes. 

### Ronde 2
De tweede ronde begon op vrijdag om 09:40 uur. Jorge Campillo maakte een ronde van 59 (7 birdies en 2 eagles) en ging aan de leiding met Matthew Baldwin, die een ronde van 62 maakte.  Ook Colin Nel, die in 2012 in ronde 1 slechts 62 slagen nodig had en daarna op de 8ste plaats eindigde, maakte hier een ronde van 59. 

De middagspelers begonnen pas om half drie, incl. Calmels en Brooks, die de volgende ochtend nog zeven holes moest spelen. Daarbij maakte hij nog twee birdies, zodat hij een ronde van 64 maakte en daarmee weer aan de leiding ging.

Campillo en Nel komen met hun score van 59 niet in het boek waarin de records van de Europese Tour genoteerd worden aangezien de bal op de fairway geplaatst mocht worden (winterregels wegens de wateroverlast). 

### Ronde 3
De laatste ronde begon om 09:20 uur. Daniel Brooks begon met zes slagen in de eerste zeven holes te verliezen en eindigde op de 11de plaats. De drie spelers die op de 2de plaats begonnen, profiteerden daarvan. Dawie van der Walt had met 66 de beste score en won, Baldwin en Campillo hadden ieder 68 en deelden de 2de plaats.

Voor Dawie van der Walt was het de 2de overwinning op de Europese Tour, in maart 2013 won hij het Tshwane Open. Dit was het laatste toernooi van de Sunshine Tour 2013, Dawie van der Walt won de Order of Merit, hoewel Charl Schwartzel iets meer verdiende, maar die had niet het verplichte minimale aantal toernooien gespeeld.   
- Scores

Tussenstand:
| Naam               | R2D | WR   | Score R1 | Score R1 | Nr   | Score R2 | Score R2 | Totaal | Nr  | Score R3 | Score R3 | Totaal | Nr  |
| ------------------ | --- | ---- | -------- | -------- | ---- | -------- | -------- | ------ | --- | -------- | -------- | ------ | --- |
| Dawie van der Walt | 35  | 337  | 67       | -3       | T16  | 62       | -8       | -11    | T2  | 66       | -4       | -15    | 1   |
| Jorge Campillo     | 50  | 369  | 70       | par      | T60  | 59       | -11      | -11    | T2  | 68       | -2       | -13    | T2  |
| Matthew Baldwin    | =   | 341  | 67       | -3       | T16  | 62       | -8       | -11    | T2  | 68       | -2       | -13    | T2  |
| Romain Wattel      | 21  | 189  | 64       | -6       | T3   | 67       | -3       | -9     | 7   | 67       | -3       | -12    | 4   |
| Oliver Bekker      | 89  | 561  | 64       | -6       | T3   | 66       | -4       | -10    | T5  | 69       | -1       | -11    | 5   |
| Branden Grace      | 28  | 49   | 64       | -6       | T3   | 66       | -4       | -10    | T5  | 70       | par      | -8     | T6  |
| Adrien Saddier     | 75  | 978  | 66       | -4       | T10  | 67       | -3       | -7     | T10 | 67       | -3       | -10    | T6  |
| Daniel Brooks      | 69  | 452  | 62       | -8       | 1    | 64       | -6       | -14    | 1   | 76       | +6       | -8     | T11 |
| François Calmels   | 83  | 280  | 63       | -7       | 2    | 70       | par      | -7     | T10 | 71       | +1       | -6     | T23 |
| Thomas Pieters     | =   | 1130 | 73       | +3       | T114 | 66       | -4       | -1     | T61 | 67       | -3       | -4     | T35 |
| Colin Nel          | =   | 689  | 77       | +7       | T143 | 59       | -11      | -4     | T29 | 71       | +1       | -3     | T40 |
| Michael Hoey       | =   | 240  | 65       | -5       | T7   | 69       | -1       | -6     | T14 | 74       | +4       | -2     | T50 |
| Edouard Dubois     | =   | 434  | 64       | -6       | T3   | 71       | +1       | -5     | T21 | 76       | +6       | +1     | T69 |

| Leider |  | Toernooirecord |  | DQ = disqualified |  | R2D = Race To Dubai |  | WR = Wereldranglijst |

## Spelers
| Europese Tour - Björn Åkesson - Byeong-hun An - Fredrik Andersson Hed - Phillip Archer - Matthew Baldwin - Daniel Brooks - François Calmels - Jorge Campillo - George Coetzee - Jens Dantorp - Carlos Del Moral - Jack Doherty - David Drysdale - Edouard Dubois - Edouard Espana - Jens Fahrbring - Richard Finch - Oliver Fisher - Alastair Forsyth - Dylan Frittelli - Daniel Gaunt - Adam Gee - Estanislao Goya - Mathias Grönberg - Julien Guerrier - John Hahn - Søren Hansen - Chris Hanson - Andreas Hartø - Scott Henry - David Higgins - Jeppe Huldahl - Daniel Im - Scott Jamieson (2012) - Andrew Johnston - Shiv Kapur | - Espen Kofstad - Niklas Lemke - José-Filipe Lima - Gary Lockerbie - Stuart Manley - Andrew McArthur - Damien McGrane - Jamie McLeary - Edoardo Molinari - Matthew Nixon - Thomas Nørret - Adrian Otaegui - Chris Paisley - Brinson Paolini - Kevin Phelan - Thomas Pieters - Bernd Ritthammer - Victor Riu - Robert Rock - Adrien Saddier - Zane Scotland - Joel Sjöholm - Lee Slattery - Gary Stal - Oscar Stark - Duncan Stewart - Simon Thornton - Steven Tiley - Simon Wakefield - Sam Walker - Anthony Wall - Romain Wattel - Peter Whiteford - Oliver Wilson - Fabrizio Zanotti | Nationale/Regionale Order of Merit - Warren Abery - Jaco Ahlers - Thomas Aiken - Christiaan Basson - Oliver Bekker - Jacques Blaauw - Desvonde Botes - Merrick Bremner - Heinrich Bruiners - Dean Burmester - Ryan Cairns - Matthew Carvell - JG Claassen - Charl Coetzee - Josh Cunliffe - Andrew Curlewis - Adilson Da Silva - Louis De Jager - Ruan De Smidt - Bryce Easton - Tyrone Ferreira - Darren Fichardt - Andrew Georgiou - Branden Grace - Vaughn Groenewald - Alex Haindl - Justin Harding - Michael Hollick - Keith Horne - Jean Hugo - James Kamte - Peter Karmis - James Kingston - Jbe' Kruger - Pablo Martín Benavides - Doug McGuigan - PH McIntyre - Titch Moore - Tyrone Mordt | - Grant Muller - Garth Mulroy - Colin Nel - Shaun Norris - Brandon Pieters - Jake Roos - Lyle Rowe - Neil Schietekat - Teboho Sefatsa - JJ Senekal - Theunis Spangenberg - Ockie Strydom - Chris Swanepoel - Ulrich Van den Berg - Dawie Van der Walt - Tjaart Van der Walt - Danie Van Tonder - Jaco Van Zyl - Bradford Vaughan - Allan Versfeld - Justin Walters - Mark Williams Invitaties - Makgetha Mazibuko OWGR 1520 - Thabo Maseko OWGR 1268 - Haydn Porteous OWGR 1521 - Brandon Stone OWGR 728 - Keenan Davidse OWGR 976 - Alphuis Kelapile OWGR 1521 - Ignacio Garrido OWGR 755 - Peter Hedblom OWGR 742 - Michael Hoey OWGR 240 - Sam Little OWGR 730 - John Bele OWGR 1521 - José Manuel Lara OWGR 625 Amateurs - Triston Lawrence (Eastern Province Amateur) - Louis Taylor (Northern Amateur) - Dominic Foos |